# Клей, Фредерик
Фредерик Эмес Клей (англ. Frederic Clay; 3 августа 1838, Париж — 24 ноября 1889, Лондон) — английский композитор.

## Биография
Родился в Париже в семье английского политика, члена британского парламента Джеймса Клея (1804—1873).
Получил домашнее музыкальное образование у частных репетиторов в Лондоне, затем изучал игру на фортепиано и скрипке, позже музыкальную композицию в Париже у Бернара Молика и в Лейпциге у Морица Гауптмана.
Работал государственным служащим в министерстве финансов, одновременно занимаясь сочинением музыки. За исключением нескольких песен, гимнов, инструментальных пьес и двух кантат, его музыкальные композиции были почти все написаны для сцены.

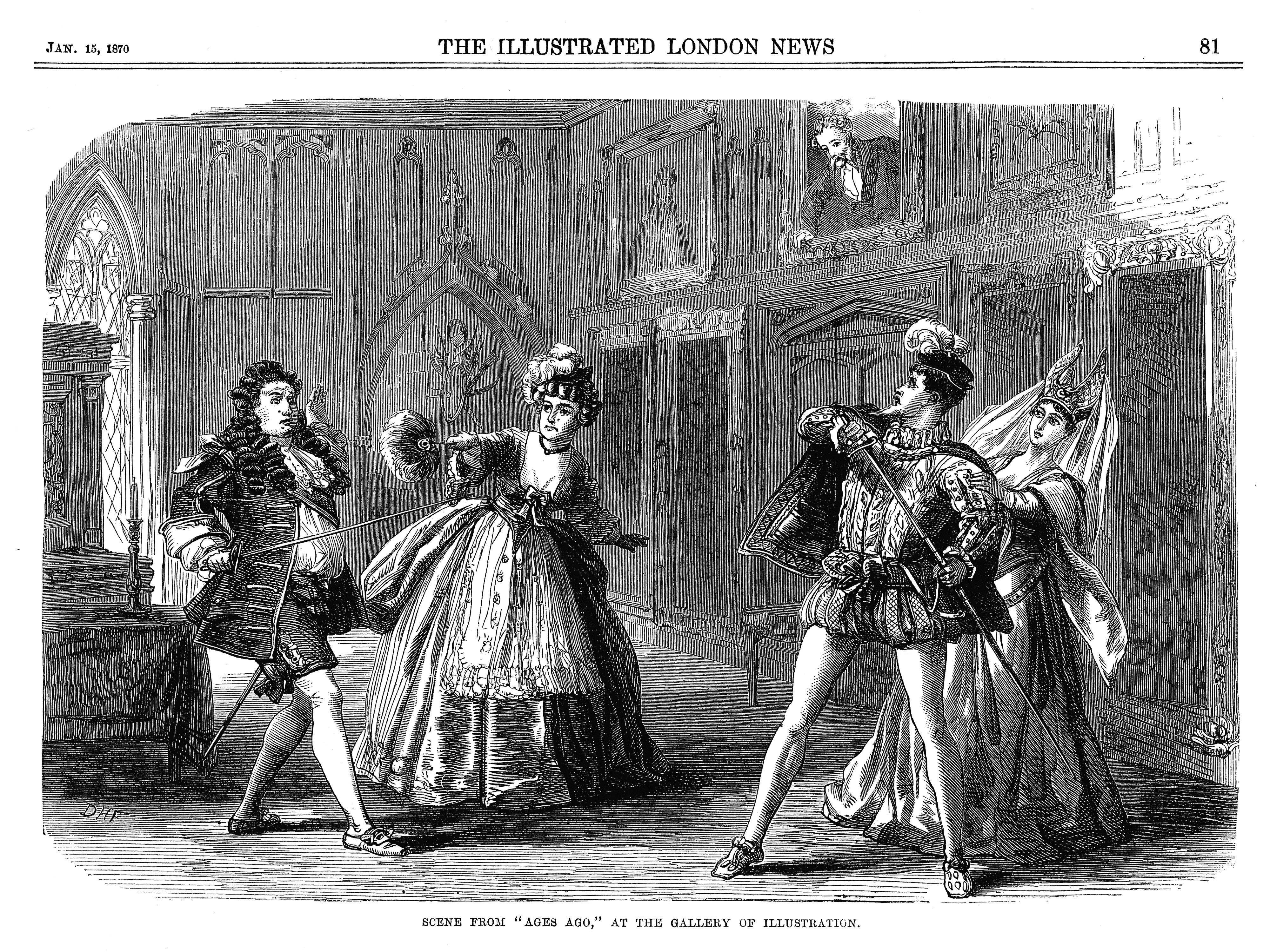
Сцена из оперы «Ages Ago» («Давным-давно»). Иллюстрация из «The Illustrated London News» 1870 г.

В 1859—1860 годах выступил в Лондоне на частной сцене с двумя маленькими пьесами в качестве оперного композитора и затем поставил в Ковент-Гардене ряд опер и опереток: «Court and cottage» (1862), «Constance» (1865), «Ages ago» (1869), «The gentleman in black» (1870), «Happy Arcadia» (1872), «The black crook» (1872), «Babil and Bijou» (1872, обе последние в сотрудничестве с другими), «Cattarina» (1874), «Princess Toto and Don Quichote» (1875), «The merry duchess» (1883), «The golden ring» (1883).
Кроме того, написал музыку к нескольким драмам и кантаты: «The knights of the cross» и «Lalla Rookh».
Был близким другом Артура Салливана, написал четыре комические оперы с
Уильямом Швенком Гилбертом.
В декабре 1883 года композитор перенёс инсульт, который парализовал его и прервал его активную творческую деятельность. В 1889 году в возрасте 51 года Клей был найден утонувшим в своей ванной в доме сестер, предположительно, в результате самоубийства.
Похоронен на Бромптонском кладбище Лондона.